# Brusque Futebol Clube
Il Brusque Futebol Clube, meglio noto come Brusque, è una società calcistica brasiliana con sede nella città di Brusque, nello stato di Santa Catarina.

## Storia
Il club è stato fondato il 12 ottobre 1987 dopo la fusione tra il Paysandu e il Carlos Renaux.
Il club ha partecipato al Campeonato Brasileiro Série C nel 1988, dove è stato eliminato alla seconda fase. Nel 1989, il Brusque ha partecipato al Campeonato Brasileiro Série B, dove il club è stato eliminato alla prima fase. Nel 1992, il Brusque ha vinto il Campionato Catarinense e la Copa Santa Catarina per la prima volta.
Nel 2008, il Brusque ha vinto la Copa Santa Catarina per la seconda volta, dopo aver battuto il Joinville in finale. Il club ha partecipato alla Recopa Sul-Brasileira nello stesso anno, dopo aver eliminato il Londrina in semifinale dopo i calci di rigore, ha vinto in finale 2-0 contro l'Atlético Sorocaba.
Il 17 gennaio 2020 il Brusque viene promosso in Série B. 
Nel 2022 conquistano il campionato statale catarinense, trent'anni dopo la prima vittoria.

## Palmarès

### Competizioni nazionali
- Campeonato Brasileiro Série D: 1

2019

### Competizioni regionali
- Recopa Sul-Brasileira: 1

2008

### Competizioni statali
- Campionato Catarinense: 2

1992, 2022
- Campeonato Catarinense Série B: 3

1997, 2008, 2015
- Copa Santa Catarina: 5

1992, 2008, 2010, 2018, 2019
- Recopa Catarinense: 2

2020, 2023

### Altri piazzamenti
- Campeonato Brasileiro Série C:

Secondo posto: 2023
- Recopa Sul-Brasileira:

Finalista: 2010